# Шлюпи типу «Блек Свон»
Шлюпи типу «Блек Свон» і шлюпи модифікованого типу «Блек Свон»  були двома типами шлюпів Королівського флоту та Королівського флоту Індії. Дванадцять «Блек Свон» були спущені на воду між 1939 і 1943 роками, включаючи чотири для Королівського флоту Індії. Двадцять п'ять модифікованих «Блек Свон» були спущені на воду між 1942 і 1945 роками, включаючи два для Королівського флоту Індії, замовлення на декілька кораблів.

## Конструкція
Як і корвети, шлюпи того періоду були спеціалізованими кораблями протичовнової оборони. Корвети були засновані на комерційній конструкції з двигунами потрійного розширення, шлюпи були  більш звичними на той період військово-морськими кораблями з турбінами. Шлюпи були більшими та швидшими з важким озброєнням 4-дюймовими гарматами, спроможними підніматися на великий кут, з ефективними можливостями керувати зенітним вогнем через аналоговий коп'ютер Fuze Keeping Clock, зберігаючи при цьому великі протичовнові можливості. Вони були спроектовані таким чином, щоб мати більший радіус дії, ніж есмінець, за рахунок нижчої максимальної швидкості, залишаючись здатними випереджати надводні підводні човни типу VII та типу IX.

## Представники
Позначення
| Корабель                                        | Будівник                                                  | Закладено              | Спущено                                   | У строю                                   | Статус |
| ----------------------------------------------- | --------------------------------------------------------- | ---------------------- | ----------------------------------------- | ----------------------------------------- | --- |
| Шлюпи «Блек Свон»                               |                                                           |                        |                                           |                                           | |
| Королівський військово-морський флот            |                                                           |                        |                                           |                                           | |
| «Фламінго» HMS Flamingo (L18)                   | Yarrow Shipbuilders, Скотстон                             | 26 травня 1938 року    | 18 квітня 1939 року                       | 3 листопада 1939 року                     | У 1959 році переданий ВМС ФРН, де отримав назву «Graf Spee (F215)» Зданий на злам у 1965 році                       |
| «Блек Свон» HMS Black Swan (L57)                | Yarrow Shipbuilders, Скотстон                             | 20 червня 1938 року    | 7 липня 1939 року                         | 27 січня 1940 року                        | У 1956 році проданий на брухт                                                                                       |
| «Ерн» HMS Erne (U03)                            | Furness Shipbuilding Company                              | 22 вересня 1939 року   | 5 серпня 1940 року                        | 26 квітня 1941 року                       | У 1965 році проданий на брухт                                                                                       |
| «Айбіс» HMS Ibis (U99)                          | Furness Shipbuilding Company                              | 22 вересня 1939 року   | 28 листопада 1940 року                    | 30 серпня 1941 року                       | 10 листопада 1942 року потоплений італійською авіацією поблизу Алжира                                               |
| «Вімбрел» HMS Whimbrel (U29)                    | Yarrow Shipbuilders, Скотстон                             | 31 жовтня 1941 року    | 25 серпня 1942 року                       | 13 січня 1943 року                        | У листопаді 1949 року проданий ВМС Єгипту, де отримав назву «El Malek Farouq» У 1954 році перейменований на «Tariq» |
| «Вайлд Гус» HMS Wild Goose (U45)                | Yarrow Shipbuilders, Скотстон                             | 28 січня 1942 року     | 14 жовтня 1942 року                       | 11 березня 1943 року                      | У 1956 році проданий на брухт                                                                                       |
| «Вудпекер» HMS Woodpecker (U08)                 | William Denny and Brothers, Дамбартон                     | 23 лютого 1941 року    | 29 червня 1942 року                       | 14 грудня 1942 року                       | 27 лютого 1944 року потоплений німецьким підводним човном U-256                                                     |
| «Рен» HMS Wren (U28)                            | William Denny and Brothers, Дамбартон                     | 27 лютого 1941 року    | 11 серпня 1942 року                       | 4 лютого 1943 року                        | У 1956 році проданий на брухт                                                                                       |
| Індійський королівський військово-морський флот |                                                           |                        |                                           |                                           | |
| «Сатледж» HMIS Sutlej (U95)                     | William Denny and Brothers, Дамбартон                     | 4 січня 1940 року      | 1 жовтня 1940 року                        | 23 квітня 1941 року                       | У 1947 році увійшов до складу ВМС Індії Гідрографічне судно з 1955 року Зданий на злам у 1978 році                  |
| «Джамна» HMIS Jumna (U21)                       | William Denny and Brothers, Дамбартон                     | 28 лютого 1940 року    | 16 листопада 1940 року                    | 13 травня 1941 року                       | У 1947 році увійшов до складу ВМС Індії, де отримав назву «INS Jamuna (U21)» Зданий на злам у 1981 році             |
| «Нарбада» HMIS Narbada (U40)                    | John I. Thornycroft & Company, Вулстон                    | 30 серпня 1941 року    | 21 листопада 1942 року                    | 29 квітня 1943 року                       | У 1947 році увійшов до складу ВМС Пакистану, де отримав назву «PNS Jhelum» Зданий на злам у 1959 році               |
| «Годаварі» HMIS Godavari (U52)                  | John I. Thornycroft & Company, Вулстон                    | 30 жовтня 1941 року    | 21 січня 1943 року                        | 28 червня 1943 року                       | У 1947 році увійшов до складу ВМС Пакистану, де отримав назву «PNS Sind» Зданий на злам у 1959 році                 |
| Шлюпи «Модифікований Блек Свон»                 |                                                           |                        |                                           |                                           | |
| Королівський військово-морський флот            |                                                           |                        |                                           |                                           | |
| «Шентіклір» HMS Chanticleer (U05)               | William Denny and Brothers, Дамбартон                     | 6 червня 1941 року     | 24 вересня 1942 року                      | 29 березня 1943 року                      | Зданий на злам у 1946 році                                                                                          |
| «Крейн» HMS Crane (U23)                         | William Denny and Brothers, Дамбартон                     | 13 червня 1941 року    | 9 листопада 1942 року                     | 10 травня 1943 року                       | Зданий на злам у 1965 році                                                                                          |
| «Сігнет» HMS Cygnet (U38)                       | Cammell Laird, Беркенгед                                  | 30 серпня 1941 року    | 29 липня 1942 року                        | 1 грудня 1943 року                        | Зданий на злам у 1956 році                                                                                          |
| «Кайт» HMS Kite (U87)                           | Cammell Laird, Беркенгед                                  | 25 вересня 1941 року   | 13 жовтня 1942 року                       | 1 березня 1943 року                       | 21 серпня 1944 року потоплений німецьким підводним човном U-344                                                     |
| «Лепвінг» HMS Lapwing (U62)                     | Scotts Shipbuilding and Engineering Company, Грінок       | 17 грудня 1941 року    | 16 липня 1943 року                        | 21 березня 1944 року                      | 20 березня 1945 року потоплений німецьким підводним човном U-968                                                    |
| «Ларк» HMS Lark (U11)                           | Scotts Shipbuilding and Engineering Company, Грінок       | 5 травня 1942 року     | 28 серпня 1943 року                       | 10 квітня 1944 року                       | У 1945 році переданий ВМФ СРСР, де отримав назву «Нептун» Зданий на злам у 1956 році                                |
| «Мегпай» HMS Magpie (U82)                       | John I. Thornycroft & Company, Вулстон                    | 30 грудня 1941 року    | 24 березня 1943 року                      | 30 серпня 1943 року                       | Зданий на злам у 1959 році                                                                                          |
| «Пікок» HMS Peacock (U96)                       | John I. Thornycroft & Company, Вулстон                    | 29 листопада 1942 року | 11 грудня 1943 року                       | 10 травня 1944 року                       | Зданий на злам у 1958 році                                                                                          |
| «Фезент» HMS Pheasant (U49)                     | Yarrow Shipbuilders, Скотстон                             | 17 березня 1942 року   | 21 грудня 1942 року                       | 12 травня 1943 року                       | Зданий на злам у 1963 році                                                                                          |
| «Редпоул» HMS Redpole (U69)                     | Cammell Laird, Беркенгед                                  | 18 травня 1942 року    | 25 лютого 1943 року                       | 24 червня 1943 року                       | Зданий на злам у 1960 році                                                                                          |
| «Снайп» HMS Snipe (U20)                         | William Denny and Brothers, Дамбартон                     | 21 вересня 1944 року   | 20 грудня 1945 року                       | 9 вересня 1946 року                       | Зданий на злам у 1960 році                                                                                          |
| «Спарроу» HMS Sparrow (U71)                     | William Denny and Brothers, Дамбартон                     | 30 листопада 1944 року | 18 лютого 1946 року                       | 16 грудня 1946 року                       | Зданий на злам у 1958 році                                                                                          |
| «Старлінг» HMS Starling (U66)                   | Fairfield Shipbuilding and Engineering Company, Говань    | 21 жовтня 1941 року    | 14 жовтня 1942 року                       | 1 квітня 1943 року                        | Зданий на злам у 1963 році                                                                                          |
| «Вудкок» HMS Woodcock (U90)                     | Fairfield Shipbuilding and Engineering Company, Говань    | 21 жовтня 1941 року    | 26 листопада 1942 року                    | 29 травня 1943 року                       | Зданий на злам у 1956 році                                                                                          |
| «Ектіон» HMS Actaeon (U07)                      | John I. Thornycroft & Company, Вулстон                    | 15 травня 1944 року    | 25 липня 1945 року                        | 24 липня 1946 року                        | У 1958 році переданий ВМС ФРН, де отримав назву «Hipper (F214)» Зданий на злам у 1967 році                          |
| «Аметист» HMS Amethyst (F116)                   | Alexander Stephen and Sons, Говань                        | 25 березня 1942 року   | 7 травня 1943 року                        | 2 листопада 1943 року                     | Зданий на злам у 1957 році                                                                                          |
| «Гарт» HMS Hart (U58)                           | Alexander Stephen and Sons, Говань                        | 27 березня 1942 року   | 7 липня 1943 року                         | 12 грудня 1943 року                       | У 1959 році переданий ВМС ФРН, де отримав назву «Scheer (F216)» Зданий на злам у 1971 році                          |
| «Гайдн» HMS Hind (U39)                          | William Denny and Brothers, Дамбартон                     | 31 серпня 1942 року    | 30 вересня 1943 року                      | 11 квітня 1944 року                       | Зданий на злам у 1959 році                                                                                          |
| «Мермейд» HMS Mermaid (U30)                     | William Denny and Brothers, Дамбартон                     | 8 вересня 1942 року    | 11 листопада 1943 року                    | 12 травня 1944 року                       | У 1959 році переданий ВМС ФРН, де отримав назву «Scharnhorst (F213)» Зданий на злам у 1980 році                     |
| «Алакріті» HMS Alacrity (U60)                   | Alexander Stephen and Sons, Глазго                        | 5 квітня 1943 року     | 1 вересня 1944 року                       | 13 квітня 1945 року                       | Зданий на злам у 1956 році                                                                                          |
| «Опоссум» HMS Opossum (U33)                     | William Denny and Brothers, Дамбартон                     | 28 липня 1943 року     | 30 листопада 1944 року                    | 16 червня 1945 року                       | Зданий на злам у 1960 році                                                                                          |
| «Модест» HMS Modeste (U42)                      | Chatham Dockyard, Кент                                    | 15 лютого 1943 року    | 29 січня 1944 року                        | 3 вересня 1945 року                       | Зданий на злам у 1961 році                                                                                          |
| «Нереїд» HMS Nereide (U64)                      | Chatham Dockyard, Кент                                    | 15 лютого 1943 року    | 29 січня 1944 року                        | 3 травня 1946 року                        | Зданий на злам у 1958 році                                                                                          |
| «Нансач» HMS Nonsuch (U54)                      | Portsmouth Dockyard, потім переміщено на Chatham Dockyard | 26 лютого 1945 року    | Будівництво скасоване 15 жовтня 1945 року | Будівництво скасоване 15 жовтня 1945 року | Будівництво скасоване 15 жовтня 1945 року                                                                           |
| «Німф» HMS Nymphe (U84)                         | Portsmouth Dockyard, потім переміщено на Chatham Dockyard | 26 лютого 1945 року    | Будівництво скасоване 15 жовтня 1945 року | Будівництво скасоване 15 жовтня 1945 року | Будівництво скасоване 15 жовтня 1945 року                                                                           |
| Індійський королівський військово-морський флот |                                                           |                        |                                           |                                           | |
| «Кістна» HMIS Kistna (U46)                      | Yarrow Shipbuilders, Скотстон                             | 14 липня 1942 року     | 22 квітня 1943 року                       | 28 серпня 1943 року                       | У 1947 році увійшов до складу ВМС Індії, де отримав назву «INS Krisna» Зданий на злам у 1981 році                   |
| «Кавері» HMIS Cauvery (U10)                     | Yarrow Shipbuilders, Скотстон                             | 28 жовтня 1942 року    | 15 червня 1943 року                       | 21 жовтня 1943 року                       | У 1947 році увійшов до складу ВМС Індії, де отримав назву «INS Kaveri» Зданий на злам у 1977 році                   |

## Історія служби
Під час Другої світової війни шлюпи типу «Блек Свон» потопили 29 підводних човнів. Найвідомішим командиром шлюпа був капітан Фредерік Джон Вокер. Його шлюп «Старлінг» став одним із найуспішніших мисливців за підводними човнами, взявши участь у потопленні одинадцяти підводних човнів. Після війни шлюпи продовжували служити Королівському флоту, ВМС Єгипту, ВМС Індії, ВМС Пакистану та ВМС Західної Німеччини. У квітні 1949 року Комуністична народно-визвольна армія атакувала шлюп «Аметист» на річці Янцзи. Кілька шлюпів типу «Блек Свон» брали участь у Корейській війні.